# The Answer
The Answer – założony w 2000 roku północnoirlandzki zespół grający hard rock i blues rock. Zespół wydał pięć płyt studyjnych: Rise, Everyday Demons, Revival, Raise A Little Hell oraz Solas. Styl zespołu można porównać do muzyki tworzonej przez Led Zeppelin, Thin Lizzy czy AC/DC.

## Historia zespołu
Zespół The Answer został założony w 2000 roku przez gitarzystę Paula Mahona, którego ojciec był członkiem zespołu jazzowego The Freshmen. Mając 18 lat namówił swojego dawnego szkolnego kolegę, basistę Micky’ego Watersa, który grał już w licznych cover bandach w Belfaście do stworzenia zespołu. Perkusistą został James Heatley, który w 1993 grał z zespołem Ash podczas trasy koncertowej. Zanim zespół zaczął istnieć, Paul, Micky i Cormac musieli czekać, aż James ukończy studia psychologiczne.
Zespół zadebiutował w czerwcu 2000 roku. Następny rok członkowie zespołu spędzili na tworzeniu własnych utworów i lokalnych koncertach. W 2002 r. przy wsparciu MCD Promotions wystąpili na Witnness Festival.
W 2005 roku magazyn „Classic Rock” uznał The Answer za najlepszy nowy zespół roku (Best New Band 2005), dzięki czemu zespół stawał się coraz bardziej znany. Niedługo później, w listopadzie 2005 zespół wydał drugi oficjalny singiel – Never Too Late. Na jego drugiej stronie znalazł się utwór Rock Bottom Blues, pierwotnie nazywany Stevie Blues, w hołdzie dla młodego bluesowego wokalisty z Belfastu, który wywarł znaczny wpływ na styl wokalu Neesona. 17 I 2006 r. wystąpili jako support Deep Purple w London Astoria. Następnie, 29 maja wydali nowy singiel Into The Gutter na 7" winylowym krążku oraz jako plik do ściągnięcia przez Internet. Niedługo później, 26 czerwca 2006 r. The Answer wydaje swój pierwszy long-play Rise. Album zyskał pozytywne opinie w świecie muzycznym i uzyskał nominację do miana „Album of The Year” magazynu Classic Rock.
Po wielkim sukcesie albumu, zespół otrzymywał nowe propozycje grania koncertów. W latach 2006–2007 występowali m.in. z Whitesnake, Paulem Rodgersem (w Royal Albert Hall), Roadstar, Rose Hill Drive oraz Aerosmith w Hyde Park Calling. Ich koncerty odbywały się już na całym świecie, włącznie z Ameryką, Australią i Japonią. 19 marca 2007 r. zespół wydał singiel Be What You Want, który jest dostępny wyłącznie w Internecie.
W 2007 r. zespół zdecydował wydać reedycję albumu Rise, jako promocję dla ich letniej trasy koncertowej. Niektóry fani narzekali także na to, że wiele piosenek jest dostępnych wyłącznie przez Internet. Był to dwupłytowy album - na jednym krążku znalazła się wszystkie oryginalne utwory z pierwszej płyty, natomiast drugi zawierał 15 niepublikowanych dotąd wersji utworów (w tym utwory na żywo oraz utwory nagrane podczas sesji do płyty Rise, które ostatecznie się na niej nie znalazły). Album wydano 15 czerwca 2007 r. Latem 2007 r. zespół towarzyszył grupie The Rolling Stones podczas koncertów w Belgradzie i Düsseldorfie oraz zespołowi The Who w Dublinie.
W czerwcu 2008 r. zespół wystąpił na Isle Of Wight Festival, a krótko po tym muzycy udali się do Los Angeles, gdzie razem z Johnem Travisem weszli do studia, aby nagrywać materiał na drugą płytę. Album Everyday Demons ukazał się w Wielkiej Brytanii 2 marca 2009 r. i wskoczył tam na 25. miejsce wśród najczęściej kupowanych albumów;  Nowy krążek promował singel On + On. Natomiast 25 października 2008 r. zespół otworzył trasę koncertową AC/DC promującą nowy album Australijczyków, Black Ice. Wokalista The Answer, Cormac Neeson stwierdził na stronie internetowej zespołu, że jest to dla nich zaszczyt otworzyć prawdopodobnie największe muzyczne wydarzenie w świecie rock'n'rolla ostatnich lat.
Po trasie z AC/DC zespół rozpoczął przygotowanie materiału na nowy album. 13 czerwca 2011 r. wydany został album DVD 412 Days of Rock'n'roll (The Live Set), zawierający nagrania ze światowej trasy u boku AC/DC. Do DVD dołączony został album CD, zawierający wersje audio oraz 2 premierowe utwory. 3 października 2011 została wydana płyta Revival. Na płycie znalazło się 12 kompozycji wybranych przez zespół jako najlepsze, natomiast 11 dalszych utworów (w tym inne wersje kilku piosenek z właściwej płyty) znalazło się na drugim krążku (After Revival). Produkcją albumu zajął się Chris 'Frenchie' Smith, nominowany już do nagrody Grammy, a mix wykonał Chris Sheldon.

## Członkowie zespołu
- Cormac Neeson (wokal)
- Paul Mahon (gitara)
- Micky Waters (gitara basowa)
- James Heatley (perkusja)

## Dyskografia
- 2006 – Rise
- 2007 – Rise - Special Edition
- 2009 – Everyday Demons
- 2011 – Revival[3]
- 2013 - New Horizon
- 2016 - Solas